# Спорминоре
Спорминоре (итал. Sporminore) — коммуна в Италии, расположена в автономной области Трентино-Альто-Адидже, подчиняется административному центру Тренто.
Население коммуны, на 01.01.2024 года, составляет 718 человек, плотность населения — 40,03 чел./км². Коммуна занимает площадь 17,94 км². 
Почтовый индекс — 38010. Телефонный код — 0461.
Покровительницей коммуны почитается Дева Мария Скорбящая (итал. Beata Vergine Addolorata), день её памяти ежегодно отмечается 15 сентября.

## Демография
Динамика населения:

## Администрация коммуны
- Официальный сайт: http://www.comune.sporminore.tn.it/